# Pointe d'Arcalod
La pointe d'Arcalod est le point culminant du massif des Bauges à 2 217 mètres d'altitude.

## Ascension

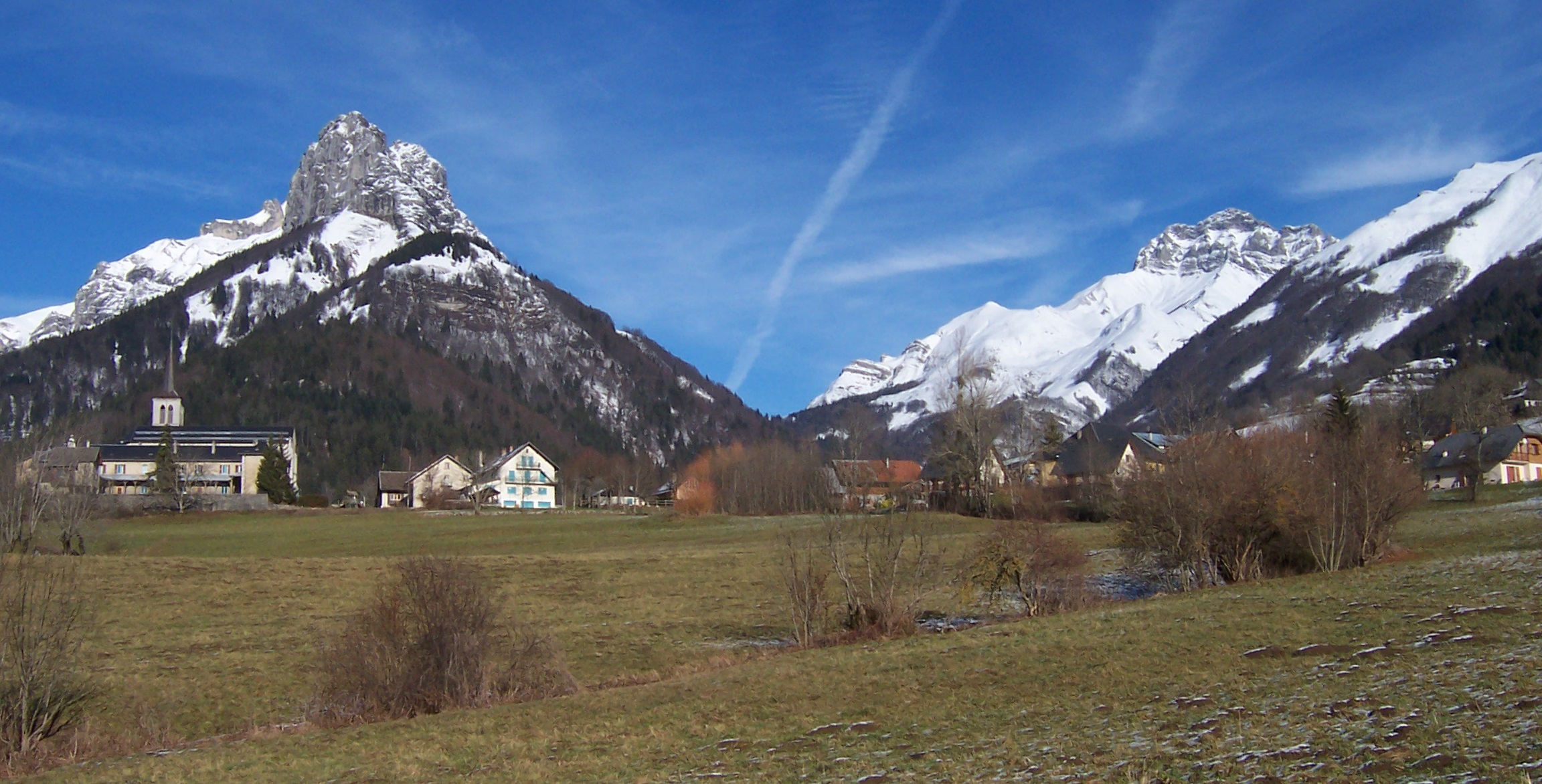
La pointe d'Arcalod (au fond à droite) vu de Jarsy.

Son versant est, au départ de Nant-Fourchu dans la commune d'École, est relativement aisé à gravir pour un marcheur averti (quelques dalles à franchir). Il faut toutefois se méfier des chutes de pierres qui peuvent être nombreuses en cas d'affluence.
Le randonneur plus expérimenté pourra tenter la traversée par la magnifique arête nord. En partant du pont de Leyat (Jarsy), il passera par le col de Chérel puis montera au col du Curtillet. À partir de là, le parcours devient aérien avec quelques passages rocheux à franchir : on progresse sur l'arête tantôt à gauche tantôt à droite puis sur le fil avant de rejoindre le sommet et de redescendre par le versant est.
Son escalade en hiver est, par contre, réservée aux amateurs de ski extrême. Pierre Tardivel y a notamment ouvert deux voies baptisées les Florianes en 2000 et en 2006 sur son versant est.

## Géologie
L'arête sommitale de la pointe d'Arcalod est constituée par une barre urgonienne qui appartient au flanc est de l'anticlinal de Chérel. Une faille importante, la faille de l'Arcalod, traverse à flanc tout le versant ouest de la montagne et interrompt définitivement la bande d'affleurements urgoniens formant la crête rocheuse.